# Ottorino Assolari
Ottorino Assolari CSF (ur. 30 stycznia 1946 w Scanzorosciate) – włoski duchowny rzymskokatolicki, członek Zgromadzenia Św. Rodziny, misjonarz, biskup diecezjalny Serrinha w latach 2005–2021, od 2021 biskup senior diecezji Serrinha.

## Życiorys
Urodził się 30 stycznia 1946 w Scanzorosciate w regionie Lombardii. W 1959 wstąpił do seminarium duchownego Zgromadzenia Św. Rodziny, gdzie ukończył filozofię i dwa lata teologii w gimnazjum oraz liceum. Następnie w Rzymie na Papieskim Uniwersytecie Laterańskim ukończył teologię, uzyskując licencjat z teologii pastoralnej. Święcenia prezbiteratu przyjął 8 września 1973.
Po święceniach pełnił następujące stanowiska: 1973–1977: wicerektor kolegium „Sacra Famiglia” w Orzinuovi; 1977–1982: przełożony lokalnej gminy Orzinuovi; 1977–1989: radny generalny; 1982–1983: rektor niższego seminarium duchownego w Martinengo; 1982–1990: przełożony i mistrz nowicjatu w Martinengo; 1983–1990 (i 1992–1993): przełożony i dyrektor kolegium w Martinengo; 1989–1995: wikariusz generalny; 1990–1992 (i 1996–2003): delegat Kongregacji ds. Brazylii; 1994–1996: delegat ds. szkoleń w Itapevi; 2004–2005: przełożony i mistrz nowicjatu w Peabiru w diecezji Campo Mourão.
21 września 2005 papież Benedykt XVI prekonizował go ordynariuszem nowo erygowanej diecezji Serrinha mianując go jej pierwszym biskupem diecezjalnym. 25 listopada 2005 otrzymał święcenia biskupie w katedrze św. Józefa w Campo Mourão. Głównym konsekratorem był Mauro Aparecido dos Santos, biskup diecezjalny Campo Mourão, zaś współkonsekratorami Itamar Navildo Vian, biskup diecezjalny Feira de Santana, i Ercílio Turco, biskup diecezjalny Limeira. Jako zawołanie biskupie przyjął słowa „Christi Crux in cordibus nostris” (Krzyż Chrystusa w sercach naszych). Ingres do katedry św. Anny w Serrinha, w trakcie którego kanonicznie objął urząd, odbył 18 grudnia 2005.
3 lutego 2021 papież Franciszek przyjął jego rezygnację z obowiązków biskupa diecezjalnego Serrinha.